# Gwénolé Belbéoc'h
Pour les articles homonymes, voir Belbéoc'h.
Gwénolé Belbéoc'h est un archéologue, préhistorien autodidacte et éducateur thérapeute français, dont l'activité a principalement lieu en Gironde, et dans le bassin de la Leyre.

## Biographie

### Origines
Gwénolé Belbéoc'h est membre d'une famille d'industriels bretons originaires de Crozon, où il existe encore un lieu-dit Belbéoc'h. Il est l'arrière-petit-fils d'Eugène Alexandre Belbéoc'h, propriétaire des Établissements Belbéoc'h de Landerneau,,. Son grand-oncle, l'ingénieur agronome et homme politique Hyacinthe Belbéoc'h, a été président de l'Office central (OC) de Landerneau durant vingt ans et président du Crédit mutuel de Bretagne (CMB). Il est l'arrière-petit-fils du médecin et fondateur des thalassothérapies Louis-Eugène Bagot.

### Archéologie
Arrivé de région parisienne en 1977, il se passionne, en Aquitaine, pour la géologie, l'histoire et la préhistoire. Il se rapprochera de  l'Institut national de la recherche agronomique (INRA) sur l'étude des champignons. En 1987, il découvre alors l'archéologie en autodidacte et qu'il pratique depuis en amateur. À Hostens, il crée l'association « Entre Leyre et Ciron, terre de lagunes » en 2002, organisant notamment pendant dix ans un rallye ludique pour faire découvrir le patrimoine local,.
En 2006, il organise la première tessonnade à Saugnac-et-Muret dans le département des Landes, d'abord annuelle puis bisannuelle et dont deux éditions seront organisées à Belin-Béliet et les X et XIèmes à Hostens. Il intègre dès lors le conseil scientifique du parc naturel régional des Landes de Gascogne, jusqu'en 2015,. Il est président de l'association des Amis du musée d’histoire locale du Parc Lapios de Belin-Béliet.
Passionné de poteries et de céramique, il a travaillé avec le Centre de recherches archéologiques sublacustres de Sanguinet (CRESS) durant ses tessonnades. Il est membre du projet collectif de recherches (PCR) Céramique médiévale en Aquitaine (IVe s. - fin XVIe s.) créé en 2014 par l'UMR 5607 Ausonius de l'université Bordeaux Montaigne et du CNRS,,. Le projet réunit des chercheurs de l'INRAP, du Centre de recherche archéologique sur les Landes ou encore du CNRS, ainsi que des archéologues amateurs.